# Germán Sánchez (pilote)
Pour les articles homonymes, voir Germán Sánchez.
Germán Sanchez né le 4 juillet 1989 est un pilote automobile espagnol. 

## Carrière
- 2006 : Championnat d'Espagne de Formule 3 Classe Coupe d'Espagne, champion (7 victoires)
- 2007 : Championnat d'Espagne de Formule 3, 4e (2 victoires)
- 2008 : Championnat d'Espagne de Formule 3, champion (4 victoires)
- 2009 : Formule 2, 24e